# ياكوب برنولي
ياكوب برنولي أو يعقوب برنولي (بالألمانية: Jakob Bernoulli) هو عالم سويسري عاش (27 ديسمبر 1654 - 16 أغسطس 1705)، برع في التحليل ونظرية الاحتمالات والفيزياء ، وسميت باسمه العديد من النتائج في التحليل والإحصاء ، واحدا من مؤسسي حساب التفاضل والتكامل,
و كان أشهر أفراد عائلته من علماء الرياضيات ، ومن بينهم أخوه جوهان وابن أخيه نيكولاس.

## سيرته
ولد جاكوب برنولي في بازل (بال)، سويسرا. بناءً على رغبة أبيه، درس اللاهوت ودخل الكهنوتية. لكنه خالف رغبته لاحقًا ودرس الرياضيات والفلك. سافر في جميع أنحاء أوروبا بين عامي 1676 و1682، متعلمًا أحدث الاكتشافات في الرياضيات والعلوم على يد شخصيات بارزة في ذلك الوقت. شمل ما تعلمه أعمال كل من يوهانس هوده، وروبرت بويل، وروبرت هوك. قدم أيضًا خلال ذلك الوقت نظرية حول المذنبات لم تثبت صحتها.
عاد برنولي إلى سويسرا وبدأ تدريس الميكانيكا في جامعة بازل بدءًا من عام 1683. قدم أطروحته للدكتوراه بعنوان «حل المشكلة الثلاثية» التي سلمها في عام 1684. وتمت طباعتها في عام 1687.
تزوج برنولي في سنة 1684 من جوديث ستوبانوس؛ وأنجب الزوجان طفلين. خلال ذلك العقد، بدأ برنولي مهنة بحث جادة. فتحت له رحلاته الباب أمام تأسيس علاقات مع العديد من الرياضيين والعلماء البارزين في عصره، والتي حافظ عليها طوال حياته. درس خلال ذلك الوقت الاكتشافات الجديدة في الرياضيات، بما فيها «قيمة جميع الفرص في ألعاب الحظ» لكريستيان هوغنس، وملحق كتاب «الهندسة» لرينيه ديكارت، والإضافات التي قدمها فرانس فان شوتين عليه. درس أيضًا أعمال إسحاق بارو وجون واليس، مما دفع اهتمامه بالهندسة التفاضلية. فضلًا عن ذلك، شكلت النتائج التي اكتشفت بين عامي 1684 و1689 كتابه «أرس كونجكتاندي».
عين أستاذًا للرياضيات في جامعة بازل عام 1687، وبقي في هذا المنصب طيلة حياته. بدأ في ذلك الوقت تعليم شقيقه يوهان بيرنولي مواضيع متعلقة بالرياضيات. بدأ الأخوان دراسة التفاضل والتكامل على النحو الذي عرضه ليبنيز في بحثه الذي أعده عام 1684 حول الجبر التفاضلي «طريقة جديدة للحد الأقصى والحد الأدنى» الذي نشر في المجلة العلمية «أكتا إروديتورم». درسوا أيضًا منشورات فوت تشيرنهاوس. تنبغي الإشارة إلى أن منشورات ليبنيز في التفاضل والتكامل اكتنفها الغموض بالنسبة لعلماء الرياضيات في ذلك الوقت، وكان بيرنولي من بين أول من حاول فهم وتطبيق نظريات ليبنيز.
تعاون ياكوب مع أخيه في مختلف تطبيقات حساب التفاضل والتكامل. لكن جو التعاون بين الأخوين تحول إلى منافسة مع نضج العبقرية الحسابية لدى يوهان، إذ هاجم كل منهما الآخر في مطبوعاته، وطرحوا تحديات رياضية صعبة تختبر مهارات الآخر بينهما. بحلول سنة 1697، انهارت العلاقة تمامًا بينهما.
سميت الفوهة القمرية «بيرنولي» على اسم كل من يوهان وأخيه.

## شاهدة القبر
أراد برنولي أن يكون لديه لولب لوغاريتمي، وشعار يحمل كتابة «رغم التغيير الحاصل، إلا أنني أرتقي من جديد» محفورًا على شاهدة قبره. كتب أن اللولب المتناسق ذاتيًا «يمكن استخدامه رمزًا للصمود والثبات في المحن، أو رمزًا لجسم الإنسان الذي بعد كل تغييراته حتى بعد الموت سيعاد إلى ذاته الكاملة والدقيقة». مات برنولي سنة 1705، لكن حفر على قبره حلزون أرخميدس بدلًا من اللولب اللوغاريتمي.
يترجم النقش اللاتيني على النحو التالي:
ياكوب بيرنولي، عالم الرياضيات الذي لا يضاهى
أستاذ في جامعة بازل لأكثر من 18 عامًا؛
عضو الأكاديميتين الملكيتين في باريس وبرلين؛ مشهور بكتاباته.
أصيب بمرض عضال، لكنه بقي سليم العقل حتى وافته المنية.
وافته المنية في سنة 1705، في السادس عشر من أغسطس، عن عمر ناهز 50 عامًا و7 أشهر، منتظرًا القيامة.
أقامت له زوجته التي بقيت معه 20 عامًا وولداه نصبًا تذكاريًا للزوج والأب الذي يفتقدونه كثيرًا.

## أعماله المهمة
أكثر كتب ياكوب برنولي أهمية كتاب أرس كونجكتاندي.

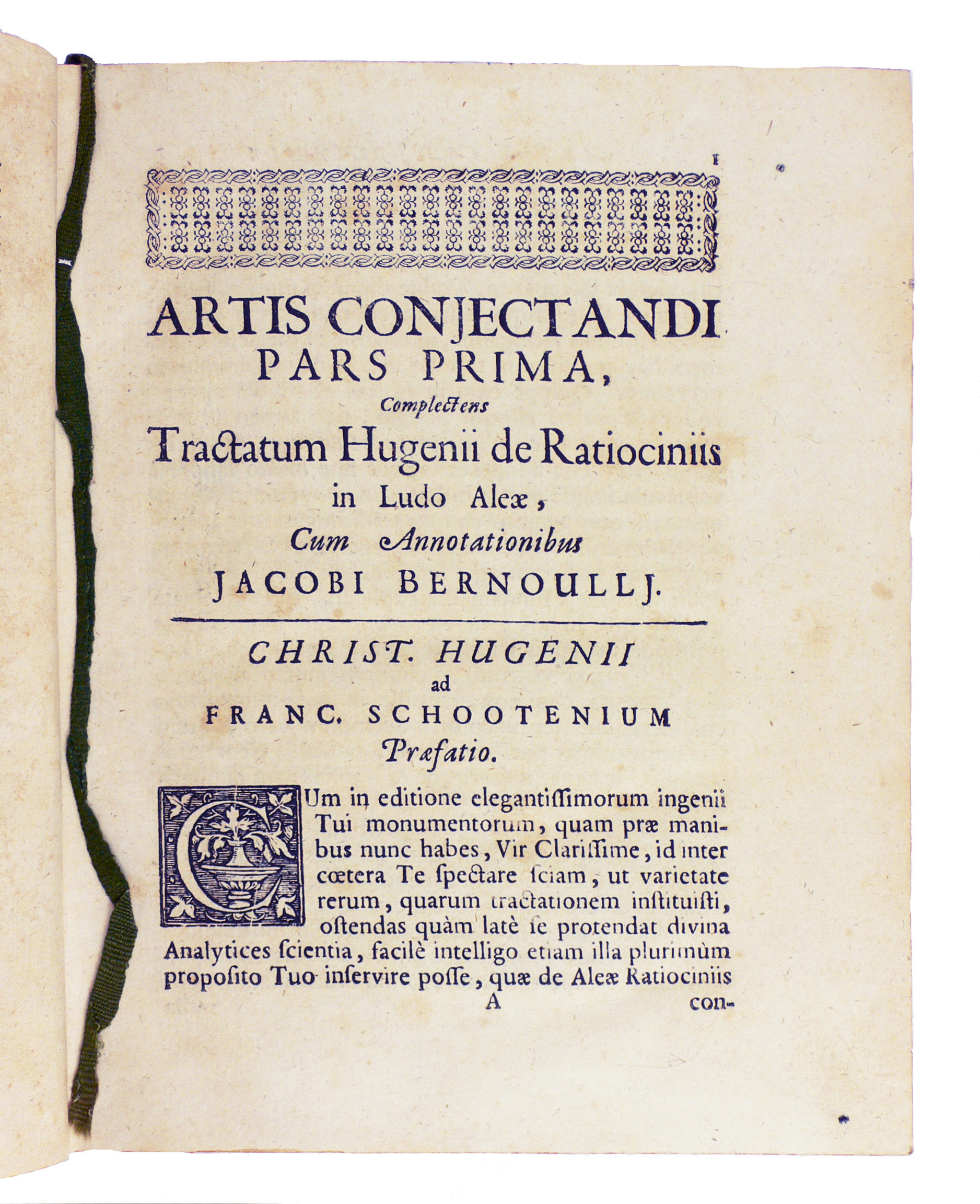
Ars conjectandi, 1713 (Milano, Fondazione Mansutti).

انظر إلى أعداد بيرنولي وإلى اختبار بيرنولي.

## اكتشافه للثابتة e
في عام 1638، اكتشف ياكوب بيرنولي الثابتة e بينما كان يدرس معضلة تتعلق بالفائدة المركبة، حيث طُلب منه ايجاد قيمة للتعبير التالي:
{\displaystyle \lim _{n\to \infty }\left(1+{\frac {1}{n}}\right)^{n}}

## روابط خارجية
- ياكوب برنولي على موقع الموسوعة البريطانية (الإنجليزية)